# Voltastraße (metropolitana di Berlino)
La stazione di Voltastraße è una stazione della metropolitana di Berlino, sulla linea U 8. È posta sotto tutela monumentale (Denkmalschutz).

## Storia
La stazione di Voltastraße venne costruita come parte della linea Gesundbrunnen-Neukölln («GN-Bahn») – successivamente denominata «linea D» e oggi «U 8». La stazione entrò in esercizio il 10 aprile 1930 contemporaneamente alla tratta dalla stazione di Gesundbrunnen alla stazione di Neanderstraße (oggi denominata «Heinrich-Heine-Straße»).